# إدوين ليستر أرنولد
إدوين ليستر أرنولد (بالإنجليزية: Edwin Lester Arnold) (14 مايو 1857 في المملكة المتحدة - 1 مارس 1935 في المملكة المتحدة)؛ صحفي وروائي بريطاني.